# Stadion Promenada
Stadion Promenada – stadion piłkarski w Sremskiej Mitrovicy, w Serbii. Obiekt może pomieścić 3000 widzów. Swoje spotkania w przeszłości rozgrywali na nim piłkarze klubu Srem Sremska Mitrovica.